# Ernst von Bornstedt
Ernst Herman Daniel Wilhelm von Bornstedt, född den 16 april 1854 i Helsingborg, död den 28 januari 1919 i Stockholm, var en svensk militär.
von Bornstedt blev underlöjtnant vid Svea livgarde 1874, löjtnant 1879, kapten 1892 och major där 1900. Han blev överstelöjtnant vid Södermanlands regemente 1903 samt var överste och sekundchef för Första livgrenadjärregementet 1906–1914. von Bornstedt blev riddare av Svärdsorden 1896, kommendör av andra klassen av samma orden 1908 och kommendör av första klassen 1913.